# Kabinet-Kohl IV
Het kabinet–Kohl IV  was het Duitse kabinet van 18 januari 1991 tot 17 november 1994 en het eerste gekozen kabinet van de Bondsrepubliek Duitsland na de Duitse hereniging. Het kabinet werd gevormd door de politieke partijen Christlich Demokratische Union Deutschlands (CDU)-Christlich-Soziale Union (CSU) en de Freie Demokratische Partei (FDP) na de verkiezingen van 1987 en was een voortzetting van het vorige kabinet Kohl III. Helmut Kohl de partijleider van de CDU diende een vierde termijn als bondskanselier en Hans-Dietrich Genscher, Jürgen Möllemann en Klaus Kinkel van de FDP diende als vicekanseliers.
De Bondsdagverkiezingen van 2 december 1990 leverden de CDU/CSU/FDP-coalitie een ruime meerderheid op. Kohl werd op 18 januari 1991 opnieuw tot bondskanselier gekozen. Helmut Kohl werd "kanselier aller Duitsers," gezien de hereniging van de beide Duitslanden die in oktober 1990 was voltrokken. Het vierde kabinet-Kohl werd op 17 november 1994 afgelost door het vijfde kabinet-Kohl.

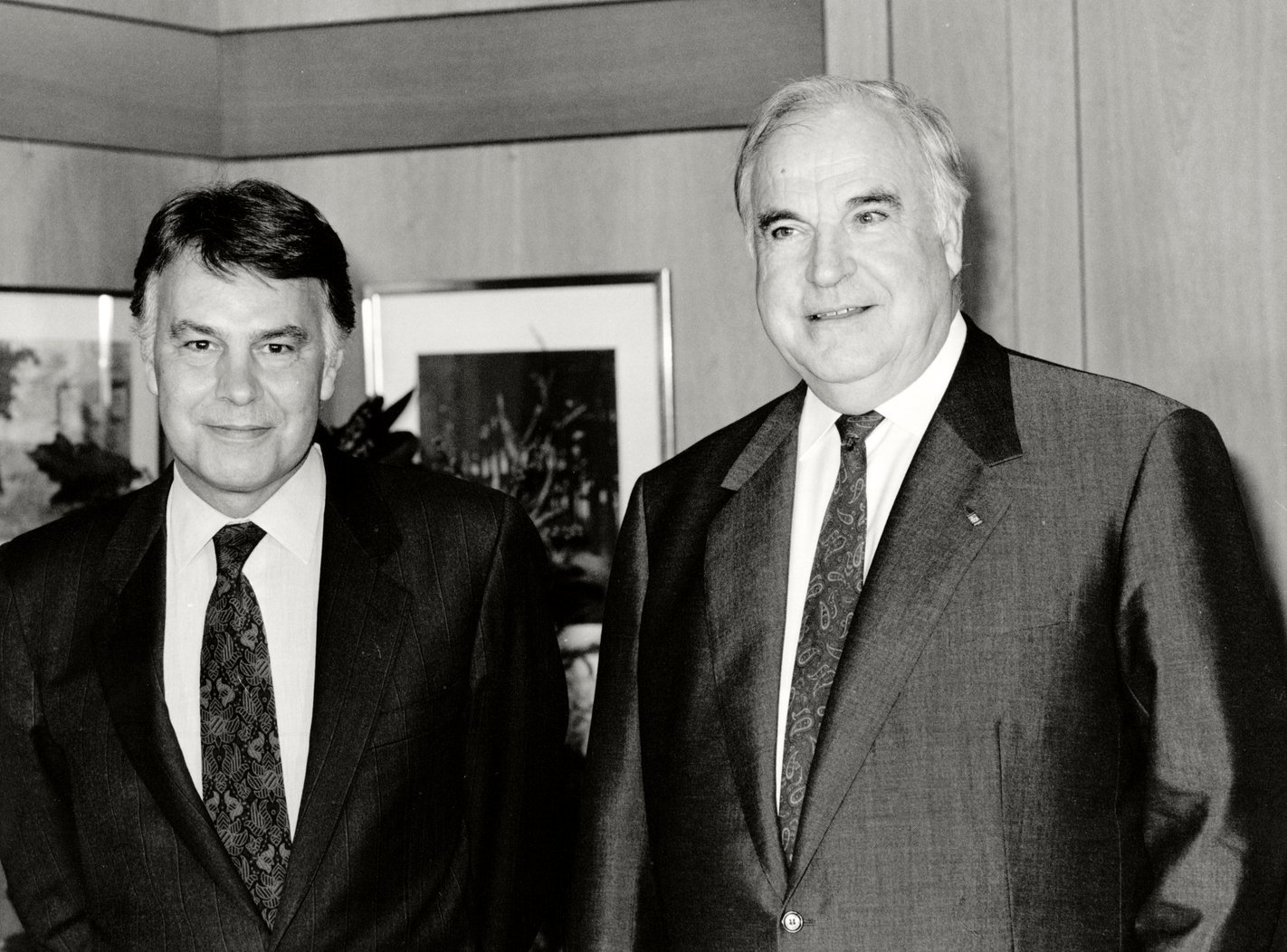
Premier van Spanje Felipe González en bondskanselier Helmut Kohl tijdens een bijeenkomst in Bonn op 22 oktober 1993.

| Ambtsbekleders                                                   | Ambtsbekleders                     | Ambtsbekleders                             | Functie(s)                                                                | Termijn          | Termijn          | Partij |
| ---------------------------------------------------------------- | ---------------------------------- | ------------------------------------------ | ------------------------------------------------------------------------- | ---------------- | ---------------- | ------ |
|                                                                  | Helmut Kohl                        | Helmut Kohl (1930–2017)                    | Bondskanselier                                                            | 1 oktober 1982   | 27 oktober 1998  | CDU    |
|                                                                  | Hans-Dietrich Genscher             | Hans-Dietrich Genscher (1927–2016)         | Vicekanselier                                                             | 1 oktober 1982   | 18 mei 1992      | FDP    |
| Bondsminister van Buitenlandse Zaken                             | Hans-Dietrich Genscher             | Hans-Dietrich Genscher (1927–2016)         |                                                                           | 1 oktober 1982   | 18 mei 1992      | FDP    |
|                                                                  | Jürgen Möllemann                   | Jürgen Möllemann (1945–2003)               | Vicekanselier                                                             | 18 mei 1992      | 22 januari 1993  | FDP    |
| Bondsminister van Economische Zaken                              | Jürgen Möllemann                   | Jürgen Möllemann (1945–2003)               | 18 januari 1991                                                           |                  | 22 januari 1993  | FDP    |
|                                                                  | Klaus Kinkel                       | Klaus Kinkel (1936–2019)                   | Vicekanselier                                                             | 22 januari 1993  | 27 oktober 1998  | FDP    |
| Bondsminister van Buitenlandse Zaken                             | Klaus Kinkel                       | Klaus Kinkel (1936–2019)                   | 18 mei 1992                                                               |                  | 27 oktober 1998  | FDP    |
|                                                                  | Wolfgang Schäuble                  | Wolfgang Schäuble (1942–2023)              | Bondsminister van Binnenlandse Zaken                                      | 21 april 1989    | 26 november 1991 | CDU    |
|                                                                  | Rudolf Seiters                     | Rudolf Seiters (1937)                      | Bondsminister van Binnenlandse Zaken                                      | 26 november 1991 | 7 juli 1993      | CDU    |
|                                                                  | Manfred Kanther                    | Manfred Kanther (1939)                     | Bondsminister van Binnenlandse Zaken                                      | 7 juli 1993      | 27 oktober 1998  | CDU    |
|                                                                  | Theo Waigel                        | Theo Waigel (1939)                         | Bondsminister van Financiën                                               | 21 april 1989    | 27 oktober 1998  | CSU    |
|                                                                  | Klaus Kinkel                       | Klaus Kinkel (1936–2019)                   | Bondsminister van Justitie                                                | 18 januari 1991  | 18 mei 1992      | FDP    |
|                                                                  | Sabine Leutheusser-Schnarrenberger | Sabine Leutheusser- Schnarrenberger (1951) | Bondsminister van Justitie                                                | 18 mei 1992      | 17 januari 1996  | FDP    |
|                                                                  |                                    | Günter Rexrodt (1941–2004)                 | Bondsminister van Economische Zaken                                       | 22 januari 1993  | 27 oktober 1998  | FDP    |
|                                                                  | Gerhard Stoltenberg                | Gerhard Stoltenberg (1928–2001)            | Bondsminister van Defensie                                                | 21 april 1989    | 1 april 1992     | CDU    |
|                                                                  | Volker Rühe                        | Volker Rühe (1942)                         | Bondsminister van Defensie                                                | 1 april 1992     | 27 oktober 1998  | CDU    |
|                                                                  | Gerda Hasselfeldt                  | Gerda Hasselfeldt (1950)                   | Bondsminister van Volksgezondheid                                         | 18 januari 1991  | 6 mei 1992       | CDU    |
|                                                                  | Horst Seehofer                     | Horst Seehofer (1949)                      | Bondsminister van Volksgezondheid                                         | 6 mei 1992       | 27 oktober 1998  | CSU    |
|                                                                  | Norbert Blüm                       | Norbert Blüm (1935–2020)                   | Bondsminister van Arbeid en Sociale Zaken                                 | 1 oktober 1982   | 27 oktober 1998  | CDU    |
|                                                                  | Rainer Ortleb                      | Rainer Ortleb (1944)                       | Bondsminister van Onderwijs en Wetenschap                                 | 18 januari 1991  | 3 februari 1994  | FDP    |
|                                                                  |                                    | Karl-Hans Laermann (1929–2024)             | Bondsminister van Onderwijs en Wetenschap                                 | 3 februari 1994  | 17 november 1994 | FDP    |
|                                                                  | Günther Krause                     | Günther Krause (1953)                      | Bondsminister van Verkeer                                                 | 18 januari 1991  | 13 mei 1993      | CDU    |
|                                                                  | Matthias Wissmann                  | Matthias Wissmann (1949)                   | Bondsminister van Verkeer                                                 | 13 mei 1993      | 27 oktober 1998  | CDU    |
|                                                                  | Irmgard Schwaetzer                 | Irmgard Schwaetzer (1942)                  | Bondsminister van Volkshuisvesting, Stedelijke Ontwikkeling en Woningbouw | 18 januari 1991  | 17 november 1994 | FDP    |
|                                                                  | Ignaz Kiechle                      | Ignaz Kiechle (1930–2003)                  | Bondsminister van Landbouw, Voedsel en Bosbeheer                          | 30 maart 1983    | 20 januari 1993  | CSU    |
|                                                                  | Jochen Borchert                    | Jochen Borchert (1940)                     | Bondsminister van Landbouw, Voedsel en Bosbeheer                          | 20 januari 1993  | 27 oktober 1998  | CDU    |
|                                                                  | Klaus Töpfer                       | Klaus Töpfer (1938–2024)                   | Bondsminister van Milieu, Klimaat, Natuur en Kernveiligheid               | 22 april 1987    | 17 november 1994 | CDU    |
|                                                                  | Christian Schwarz-Schilling        | Christian Schwarz- Schilling (1930)        | Bondsminister van Posterijen en Telecommunicatie                          | 1 oktober 1982   | 17 december 1992 | CDU    |
|                                                                  | Günther Krause                     | Günther Krause (1953)                      | Bondsminister van Posterijen en Telecommunicatie                          | 17 december 1992 | 25 januari 1993  | CDU    |
|                                                                  | Wolfgang Bötsch                    | Wolfgang Bötsch (1938–2018)                | Bondsminister van Posterijen en Telecommunicatie                          | 25 januari 1993  | 31 december 1997 | CSU    |
|                                                                  | Carl-Dieter Spranger               | Carl-Dieter Spranger (1939)                | Bondsminister voor Economische Betrekkingen                               | 18 januari 1991  | 22 januari 1993  | CSU    |
| Bondsminister voor Economische Betrekkingen en Ontwikkelingshulp | Carl-Dieter Spranger               | Carl-Dieter Spranger (1939)                | 22 januari 1993                                                           | 27 oktober 1998  |                  | CSU    |
|                                                                  | Heinz Riesenhuber                  | Heinz Riesenhuber (1935)                   | Bondsminister voor Onderzoek en Technologie                               | 1 oktober 1982   | 20 januari 1993  | CDU    |
|                                                                  | Matthias Wissmann                  | Matthias Wissmann (1949)                   | Bondsminister voor Onderzoek en Technologie                               | 20 januari 1993  | 13 mei 1993      | CDU    |
|                                                                  | Paul Krüger                        | Paul Krüger (1950)                         | Bondsminister voor Onderzoek en Technologie                               | 13 mei 1993      | 17 november 1994 | CDU    |
|                                                                  | Hannelore Rönsch                   | Hannelore Rönsch (1942)                    | Bondsminister voor Familie en Senioren Zaken                              | 18 januari 1991  | 17 november 1994 | CDU    |
|                                                                  | Angela Merkel                      | Angela Merkel (1954)                       | Bondsminister voor Vrouwen en Jeugd Zaken                                 | 18 januari 1991  | 17 november 1994 | CDU    |
|                                                                  | Rudolf Seiters                     | Rudolf Seiters (1937)                      | Bondsminister zonder portefeuille                                         | 21 april 1989    | 26 november 1991 | CDU    |
| Chef des Bundeskanzleramts                                       | Rudolf Seiters                     | Rudolf Seiters (1937)                      |                                                                           | 21 april 1989    | 26 november 1991 | CDU    |
|                                                                  | Friedrich Bohl                     | Friedrich Bohl (1945)                      | Bondsminister zonder portefeuille                                         | 26 november 1991 | 27 oktober 1998  | CDU    |
| Chef des Bundeskanzleramts                                       | Friedrich Bohl                     | Friedrich Bohl (1945)                      |                                                                           | 26 november 1991 | 27 oktober 1998  | CDU    |

## Trivia
- Het leeftijdsverschil tussen oudste ambtsbekleder Hans-Dietrich Genscher (1927) en de jongste Angela Merkel (1954) was maar liefst 27 jaar.
- Vier ambtsbekleders waren afkomstig uit Oost-Duitsland: Rainer Ortleb, Günther Krause, Paul Krüger en Angela Merkel.
- Negen ambtsbekleders diende ooit als partijleider: Helmut Kohl (1973–1998), Wolfgang Schäuble (1998–2000) en Angela Merkel (2000–2018) voor het CDU, Hans-Dietrich Genscher (1974–1985) en Klaus Kinkel (1993–1995) voor de FDP, Theo Waigel (1988–1999) en Horst Seehofer (2008–2019) voor de CSU, Günther Krause (1990) voor het CDUD en Rainer Ortleb (1990) voor de LDP.